# Uedem
Uedem – miejscowość i gmina w zachodnich Niemczech, w kraju związkowym Nadrenia Północna-Westfalia, w rejencji Düsseldorf, w powiecie Kleve.